# باتريك تروي
باتريك تروي (بالإنجليزية: Patrick Troy)‏ هو مخطط حضري أسترالي، ولد في 22 يناير 1936، وتوفي في 24 يوليو 2018.